# ویکی‌پدیای کردی سورانی

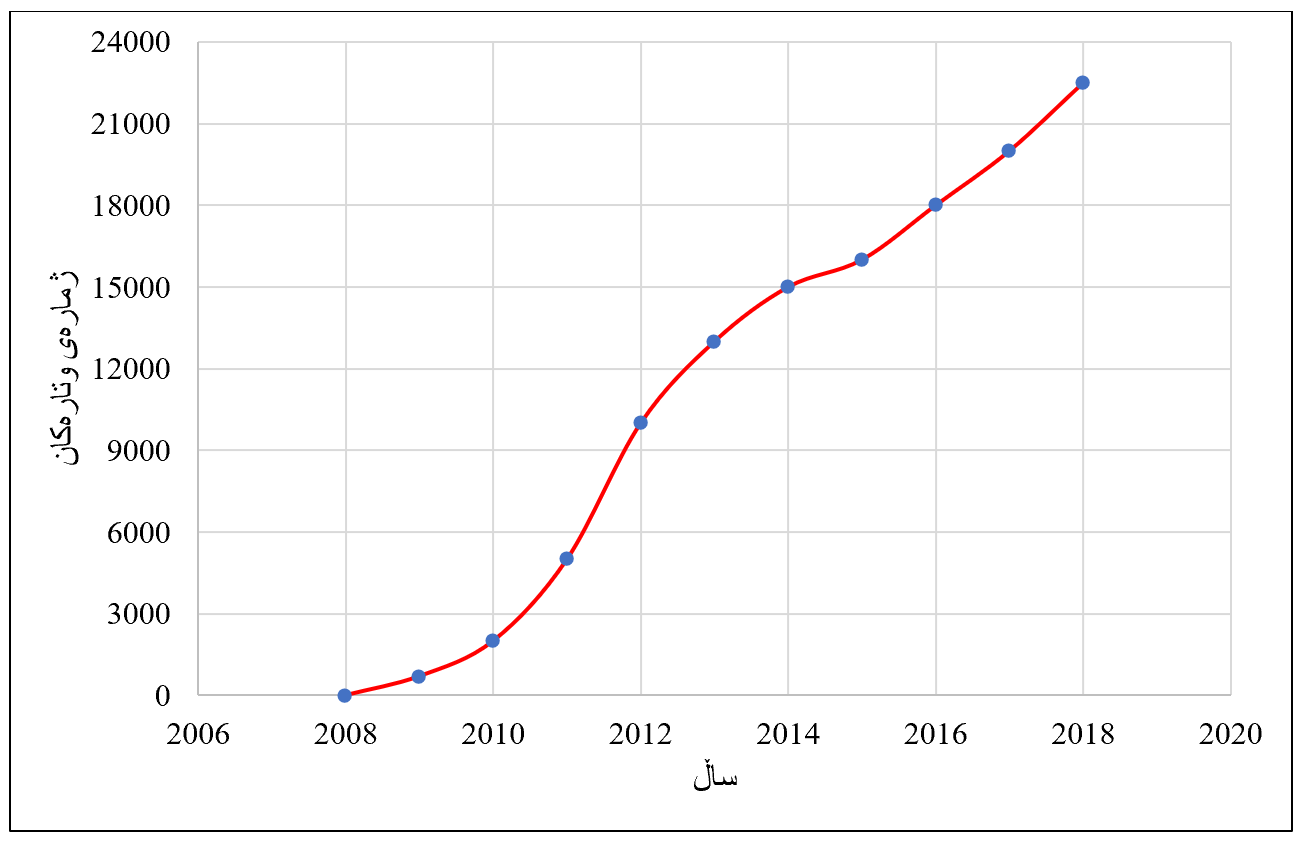
تعداد مقالات ویکی‌پدیای کردی سورانی بر حسب سال

ویکی‌پدیای کُردی سورانی یا ویکی‌پدیای کُردی مرکزی (به کردی: ویکیپیدیای کوردیی ناوه‌ندی (سۆرانی)) نسخه زبان کُردی سورانی وبگاه ویکی‌پدیا است. 
ویکی‌پدیای زبان کُردی سورانی در ۱۹ اوت ۲۰۱۱ با بیش از ۴٬۵۸۰ مقاله در ردهٔ یکصدوسی‌وپنجم ویکی‌پدیاها قرار داشت.
شمار مقاله‌های این دانشنامه در ۳ اوت ۲۰۱۲، با رتبهٔ یکصدوسیزدهم، از مرز ۱۰٬۰۰۰ گذشت.
در ۱۱ فوریهٔ ۲۰۱۶، با بیش از ۱۶٬۶۰۰ مقاله در ردهٔ صدویازدهم قرار داشت.
ویکی‌پدیای کُردی سورانی، هم‌اکنون ۲۵ مارس ۲۰۲۵ میلادی، ۶۷٬۷۴۳ کاربرِ ثبت‌نام کرده، ۷ مدیر، و ۷۶٬۳۳۲ مقاله دارد.

## تاریخچه
زمانی‌که نسخه ویکی‌پدیای کُردی کرمانجی در سال ۲۰۰۴ راه‌اندازی شد، مقالات کردی سورانی نیز در آنجا منتشر می‌شد، اما این روش کار موانعی ایجاد کرد که منجر به ایجاد نسخه جدیدی از ویکی‌پدیای کردی به گویش (سورانی) در ۱۲ اوت سال ۲۰۰۹ شد.

## نگارخانه

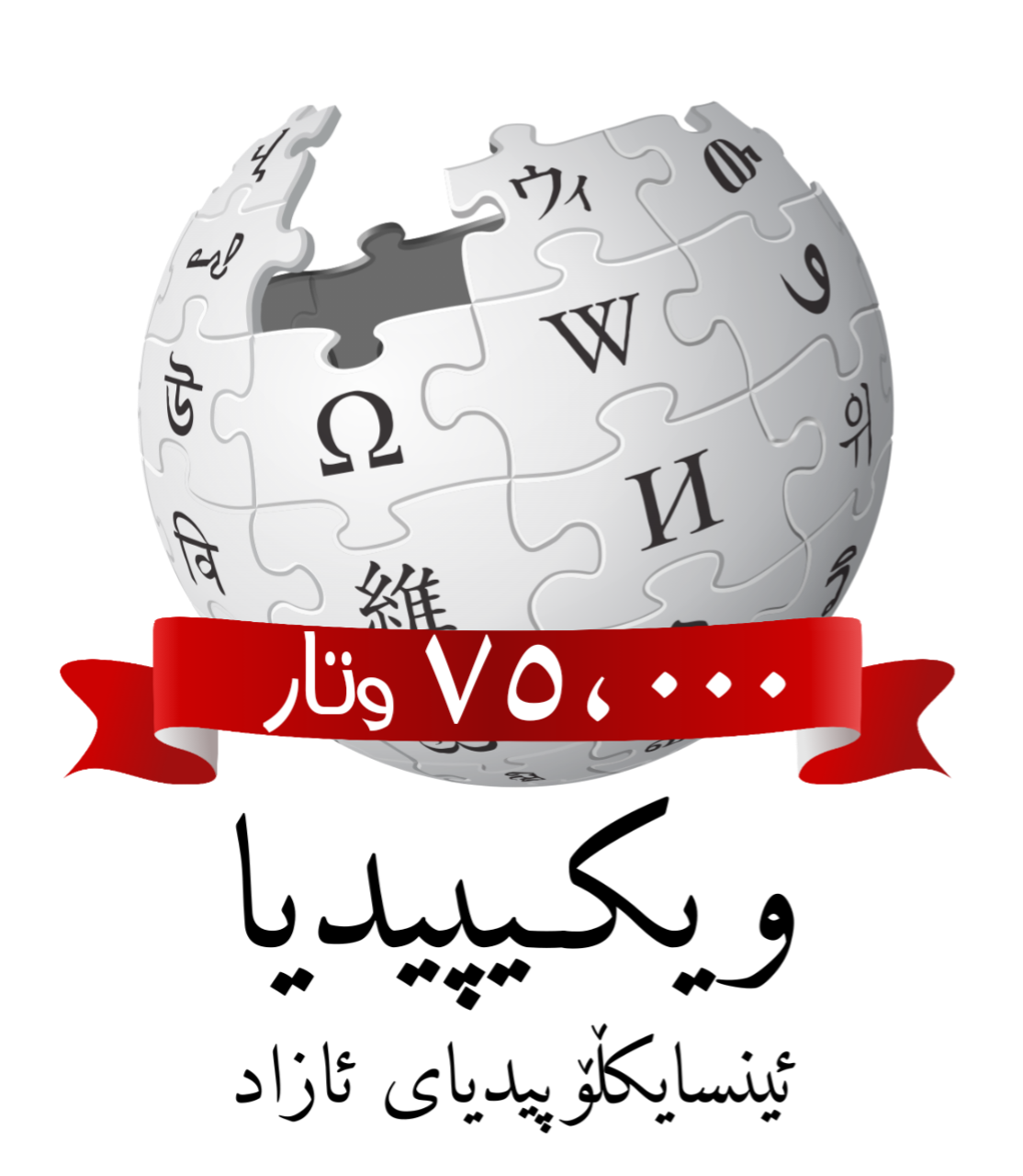
لوگوی ویکی‌پدیای کُردی سورانی به مناسبت رسیدن به ۷۵،۰۰۰ مقاله
لوگوی ویکی‌پدیای کُردی سورانی به مناسبت رسیدن به ۵۰٬۰۰۰ مقاله
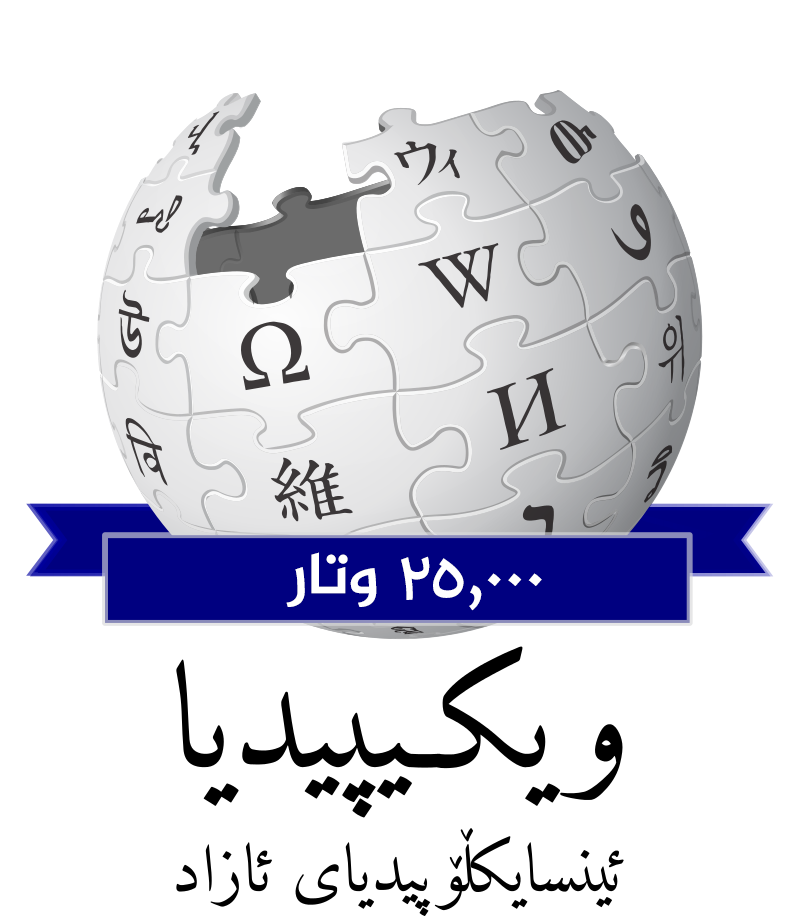
لوگوی ویکی‌پدیای کُردی سورانی به مناسبت رسیدن به ۲۵٬۰۰۰ مقاله
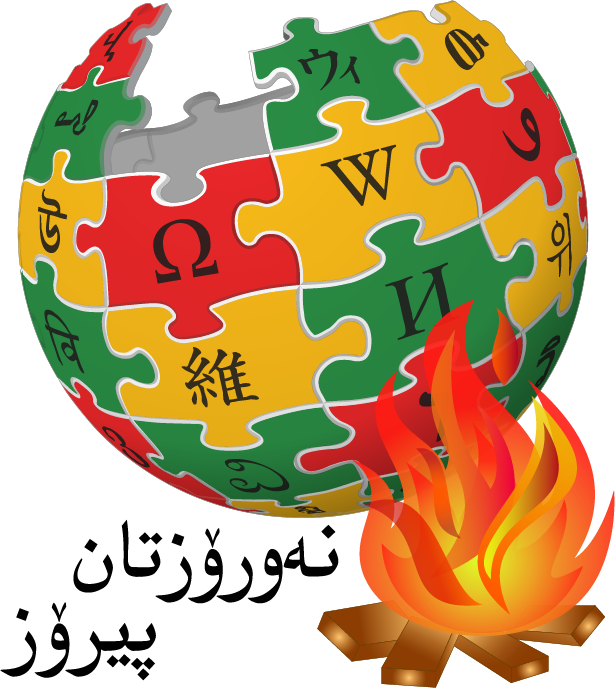
لوگوی ویکی‌پدیای کُردی سورانی به مناسبت نوروز
لوگوی ویکی‌پدیای کُردی سورانی طرح پرچم کردستان